# ハキーム・ダオドゥ
ハキーム・ダオドゥ（Hakeem Dawodu、1991年7月2日 - ）は、カナダの男性総合格闘家、元ムエタイ選手。アルバータ州カルガリー出身。チャンピオンズ・クリードMMA/マイク・マイルズ・キックボクシング・チーム所属。元WMCインターコンチネンタルウェルター級王者。

## 来歴
カナダのカルガリーでジャマイカ人の父親とナイジェリア人の母親との間に生まれる。6歳の時に父親が国外に追放され、母子家庭で育つ。問題児であったため、14歳の時に少年院に入れられ、2年後、カウンセラーがアンガーマネジメントとしてダオドゥにムエタイを始めさせた。その後、アマチュアムエタイで47戦42勝（15KO）、プロムエタイで9戦全勝（6KO）の戦績を残し、総合格闘技に転向した。

### UFC
2018年3月17日、UFC初参戦となったUFC Fight Night: Werdum vs. Volkovでダニー・ヘンリーと対戦し、ギロチンチョークで1Rテクニカル一本負け。キャリア初黒星を喫した。
2019年7月27日、UFC 240で堀江圭功と対戦し、左ハイキックで3RTKO勝ち。パフォーマンス・オブ・ザ・ナイトを受賞した。
2021年6月12日、UFC 263でフェザー級ランキング14位のモフサル・エフロエフと対戦し、0-3の判定負け。
2023年8月12日、UFC on ESPN: Luque vs. dos Anjosでカブ・スワンソンと対戦し、0-3の判定負け。しかし、海外MMAメディアサイトの採点で記者13人中11人がダオドゥの勝利を支持するなど判定が物議を醸した。
2025年6月6日、UFCからリリースされた。

## 戦績

### 総合格闘技
| 総合格闘技 戦績 | 総合格闘技 戦績 | 総合格闘技 戦績 | 総合格闘技 戦績 | 総合格闘技 戦績 | 総合格闘技 戦績 | 総合格闘技 戦績 |
| --------------- | --------------- | --------------- | --------------- | --------------- | --------------- | --------------- |
| 18 試合         | (T)KO           | 一本            | 判定            | その他          | 引き分け        | 無効試合        |
| 13 勝           | 7               | 0               | 6               | 0               | 1               | 0               |
| 4 敗            | 0               | 1               | 3               | 0               | 1               | 0               |

| 勝敗 | 対戦相手                 | 試合結果                               | 大会名                                     | 開催年月日     |
| ×    | カブ・スワンソン         | 5分3R終了 判定0-3                      | UFC on ESPN 51: Luque vs. dos Anjos        | 2023年8月12日  |
| ×    | ジュリアン・エローサ     | 5分3R終了 判定0-3                      | UFC 279: Diaz vs. Ferguson                 | 2022年9月10日  |
| ○    | マイケル・トリザーノ     | 5分3R終了 判定3-0                      | UFC Fight Night: Hermansson vs. Strickland | 2022年2月5日   |
| ×    | モフサル・エフロエフ     | 5分3R終了 判定0-3                      | UFC 263: Adesanya vs. Vettori 2            | 2021年6月12日  |
| ○    | ズバイラ・ツフゴフ       | 5分3R終了 判定2-1                      | UFC 253: Adesanya vs. Costa                | 2020年9月27日  |
| ○    | フリオ・アルセ           | 5分3R終了 判定2-1                      | UFC 244: Masvidal vs. Diaz                 | 2019年11月2日  |
| ○    | 堀江圭功                 | 3R 4:09 KO（左ハイキック）             | UFC 240: Holloway vs. Edgar                | 2019年7月27日  |
| ○    | カイル・ボフニャク       | 5分3R終了 判定2-1                      | UFC 231: Holloway vs. Ortega               | 2018年12月8日  |
| ○    | オースティン・アーネット | 5分3R終了 判定3-0                      | UFC on FOX 30: Alvarez vs. Poirier 2       | 2018年7月28日  |
| ×    | ダニー・ヘンリー         | 1R 0:39 ギロチンチョーク               | UFC Fight Night: Werdum vs. Volkov         | 2018年3月17日  |
| ○    | スティーブン・サイラー   | 5分3R終了 判定3-0                      | WSOF 35: Ivanov vs. Jordan                 | 2017年3月18日  |
| ○    | マラット・マゴメドフ     | 2R 2:03 TKO（左ボディブロー→パウンド） | WSOF 32: Moraes vs. Hill 2                 | 2016年7月30日  |
| △    | マラット・マゴメドフ     | 5分3R終了 判定0-1                      | WSOF 26: Palmer vs. Almeida                | 2015年12月18日 |
| ○    | チュカ・ウィリス         | 2R 2:55 TKO（左膝蹴り連打）            | WSOF 21: Palmer vs. Horodecki              | 2015年6月5日   |
| ○    | トリスタン・ジョンソン   | 3R 1:59 TKO（右フック）                | WSOF 18: Moraes vs. Hill                   | 2015年2月12日  |
| ○    | マイク・マロット         | 1R 4:13 TKO（スタンドパンチ連打）      | WSOF 14: Ford vs. Shields                  | 2014年10月11日 |
| ○    | ジェイク・マクドナルド   | 2R 0:18 KO（パンチ連打）               | WSOF Canada 2: Loiseau vs. Lewis           | 2014年6月7日   |
| ○    | ベーラング・ユーセフィ   | 1R 1:07 KO（パンチ）                   | WSOF Canada 1: Ford vs. Powell             | 2014年2月21日  |

### ムエタイ
- プロムエタイ：9戦9勝（6KO）0敗

| 戦           | 日付           | 勝敗 | 時間 | 内容 | 対戦相手                             | 国籍                 | 備考                                                                                      |
| ------------ | -------------- | ---- | ---- | ---- | ------------------------------------ | -------------------- | ----------------------------------------------------------------------------------------- |
| 9            | 2015年1月24日  | 勝利 | 5R   | 判定 | チャーリー・ピーターズ               | イギリス             | Canadian Challenger Muay Thai Series 12                                                   |
| 8            | 2014年4月5日   | 勝利 | 3R   | 判定 | サム・サムット・カイアットポンシップ | タイ                 | Canadian Challenger Muay Thai Series 10                                                   |
| 7            | 2014年1月24日  | 勝利 | 1R   | KO   | 平井純平                             | 日本                 | WMC Challenger Muay Thai Series 9 【WMCインターコンチネンタルウェルター級タイトルマッチ】 |
| 6            | 2013年11月17日 | 勝利 | 3R   | TKO  | ゴンナパー・ウィラサクレック         | タイ                 | M-FIGHT SUK WEERASAKRECK IV                                                               |
| 5            | 2013年5月25日  | 勝利 | 3R   | 判定 | ライアン・ヴィーゼ                   | オランダ             | K-1 8-man Tournament, Final                                                               |
| 4            | 2013年5月25日  | 勝利 | 3R   | KO   | N/A                                  | N/A                  | K-1 8-man Tournament, Semi Finals                                                         |
| 3            | 2013年5月25日  | 勝利 | 1R   | KO   | デイビン・シナスウィー               | トリニダード・トバゴ | K-1 8-man Tournament, Quarter Finals                                                      |
| 2            | 2013年4月19日  | 勝利 | 4R   | KO   | シェルドン・ゲインズ                 | アメリカ合衆国       | Challenger 7 - 'HEAVY DUTY'                                                               |
| 1            | 2012年11月24日 | 勝利 | 2R   | KO   | ランジャラス                         | タイ                 | Muay Thai Mayhem 3                                                                        |
| テンプレート |                |      |      |      |                                      |                      |                                                                                           |

## 獲得タイトル

### ムエタイ・キックボクシング
- WMC
  - インターコンチネンタル・ウェルター級王座（2014年）
- IFMAアマチュア
  - ワールドカップ Aクラス トーナメント 63.5kg未満級 銅メダル（2012年）
  - ヨーロピアンカップ Aクラス 63.5kg未満級 銀メダル（2011年）
  - ワールドカップ トーナメント 63.5kg未満級 金メダル（2010年）
- パンアメリカンムエタイ連盟
  - スーパーライト級アマチュア王座（2012年）
- IKFアマチュア
  - フルムエタイルール ライトウェルター級アマチュア世界王座（2011年）
  - ワールドクラシック ムエタイルール ウェルター級アマチュア王座（2010年）

## 表彰
- UFCパフォーマンス・オブ・ザ・ナイト（1回）